# Ratolí dels bedolls hongarès
El ratolí dels bedolls hongarès (Sicista trizona) és una espècie de rosegador de la família dels esmíntids. Antigament vivia a gran part de l'Europa Central i Romania, però avui en dia només en resten dues poblacions aïllades a Hongria i Transsilvània (Romania), cadascuna de les quals forma una subespècie.

## Taxonomia
Durant molt de temps fou considerat una subespècie del ratolí de les estepes (S. subtilis), però un estudi publicat el 2016 establí que les diferències genètiques i anatòmiques justifiquen classificar-lo com a espècie a part. El mateix estudi determinà que la població romanesa divergia prou genèticament de l'hongaresa per merèixer una subespècie a part (S. t. transylvanica).

## Distribució
El ratolí dels bedolls hongarès havia arribat a viure arreu de la conca Pannònica, incloent-hi Àustria, Eslovàquia Hongria i Sèrbia. Actualment es creu que ha estat extirpat d'Àustria i, probablement, d'Eslovàquia i Sèrbia. Els registres indiquen que probablement era abundant a Hongria abans del 1950, però avui en dia només se'l pot trobar a l'Àrea de Protecció Paisatgística de Borsod.
Versemblantment es distribuïa per tot l'altiplà de Transsilvània, però la seva distribució ha minvat a causa de l'agricultura. Ara només ha estat observat en alguns punts del comtat de Cluj, tot i que els límits de la seva distribució són incerts.

## Hàbitat i ecologia
Aquesta espècie depèn d'herbassars no pertorbats o herbassars on pastura el bestiar, que han anat desapareixent amb l'auge de l'agricultura mecanitzada. La subespècie hongaresa és especialment abundant en els fragments de vegetació alta, com ara cards, que queden en prats de pastura utilitzats pel bestiar. Així mateix, ha estat observat en prats salins de festuca, estepes d'artemísia i festuca, i camps de conreu abandonats, a densitats inferiors. La subespècie de Transsilvània ha estat vista en vessants amb gran presència de matolls i en àrees on també pastura el bestiar.

## Conservació
El ratolí dels bedolls hongarès és una de les espècies de mamífer petit més rares i menys conegudes d'Europa. La subespècie hongaresa ha estat extirpada de la major part de la seva distribució per la introducció de l'agricultura mecanitzada, que permet tallar una major superfície d'herbes en menys temps, cosa que perjudica la diversitat de les espècies vegetals i fa que l'hàbitat ja no pugui acollir els ratolins dels bedolls. Tot i que hi ha àrees reservades per a la protecció de l'espècie, són relativament petites i estan envoltades per àrees on sí que hi ha agricultura mecanitzada o sobrepasturatge. L'agricultura intensiva i el sobrepasturatge per les ovelles també constitueixen amenaces per a la subespècie de Transsilvània.
Les dues poblacions que formen aquesta espècie es consideraren extintes durant gran part del segle xx, fins al seu redescobriment al segle xxi. La subespècie hongaresa no havia estat vista en set dècades abans del seu redescobriment el 2006, mentre que la de Transsilvània no tornà a ser observada fins al 2014. Aquestes amenaces i la raresa de l'espècie han fet que aparegui com a espècie en perill a la Llista Vermella de la UICN.